# Ext3
ext3 (англ. Third Extended File System, ext3fs) — журнальована файлова система, яка використовувалася в 2000-ні роки, за промовчанням, у багатьох дистрибутивах Linux. З 2010-х років застосовується рідше, поступившись домінуючим місцем заснованій на ній системі ext4; інші системи, створені на базі ext3 — ext3cow (з підтримкою копіювання при записі) і Next3 (з підтримкою знімків).
Заснована на ext2, основна відмінність від попередньої системи — підтримка журналу, який записує деякі дані, що дозволяють відновити файлову систему при збоях.
Стандартом передбачено три режими журналювання:
- writeback: в журнал записуються лише метадані файлової системи, тобто інформація про її зміну. Не може гарантувати цілісність даних, але вже помітно скорочує час перевірки порівняно з ext2;
- ordered: те ж, що і writeback, але запис даних у файл проводиться гарантовано до запису інформації про зміну цього файлу. Трохи знижує продуктивність, також не може гарантувати цілісність даних (хоча і збільшує імовірність їх збереження при дописуванні в кінець існуючого файлу);
- journal: повне журналювання як метаданих ФС, так і даних користувача. Самий повільний, але і самий безпечний режим; може гарантувати цілісність даних при зберіганні журналу на окремому розділі (а краще — на окремому жорсткому диску).

Вказується режим журналювання в рядку параметрів для утиліти mount, наприклад: mount /dev/hda6 /mnt/disc -t ext3 -o data=<режим>або у файлі /etc/fstab.
Може підтримувати файли розміром до 1 ТБ. З Linux-ядром 2.4 об'єм файлової системи обмежений максимальним розміром блочного пристрою, що складає 2 ТБ; починаючи з ядра версії 2.6 (для 32-розрядних процесорів) максимальний розмір блокових пристроїв становить 16 ТБ, однак ext3 підтримує тільки до 4 ТБ. Максимальна кількість блоків для ext3 — 232. Розмір блоку може бути різним, що впливає на максимальне число файлів і максимальний розмір файлу у файловій системі.
| Розмір блоку | Макс. розмір файлу | Макс. розмір файлової системи |
| ------------ | ------------------ | ----------------------------- |
| 1 KiB        | 16 GiB             | до 2 TiB                      |
| 2 KiB        | 256 GiB            | до 8 TiB                      |
| 4 KiB        | 2 TiB              | до 16 TiB                     |
| 8 KiB        | 2 TiB              | до 32 TiB                     |

1. ↑  Розмір блоку 8 KiB у Linux доступний лише на архітектурах, що підтримують сторінки розміром 8 KiB, наприклад Alpha.